# Marcel Mauss
Pour les articles homonymes, voir Mauss.
Marcel Mauss, né le 10 mai 1872 à Épinal et mort le 11 février 1950  à Paris, est un sociologue et anthropologue généralement considéré comme le « père de l'anthropologie française ».

## Biographie
Marcel Mauss naît en 1872 dans la ville d’Épinal au sein d'une famille de confession juive. Son père Gerson, originaire du Bas-Rhin, a épousé quelques années auparavant Rosine Durkheim, la sœur aînée d’Émile Durkheim, qu’il a rejointe dans la ville lorraine pour y reprendre l’atelier textile de sa mère, qui devient sous la houlette du jeune couple la Fabrique de Broderie à Main, Mauss-Durkheim. Outre Marcel, ils ont un fils, Henri, né en 1876. Son oncle, Émile Durkheim, de quatorze ans son aîné, joue un rôle majeur dans sa vocation, puis sa carrière.
En 1895, Marcel Mauss obtient l’agrégation de philosophie, qu’il a préparée à Bordeaux, où il a rejoint en 1890 Durkheim, qui y enseigne cette discipline. À l’issue du concours, il ne prend pas de poste dans l’enseignement secondaire, et à l’automne 1895 il s’installe à Paris pour suivre les cours de l'École pratique des hautes études. Il étudie les langues (et notamment le sanskrit) à la 4e section (section des sciences historiques et philologiques) et les sciences religieuses (5e section), avec l’objectif de réunir le matériau nécessaire à une thèse de doctorat sur la prière, qu'il entreprend à partir de 1909. Ses professeurs se nomment Léon Marillier, Antoine Meillet, Louis Finot, Israël Lévi ou Sylvain Levi. Il rencontre également à l’EPHE quelques-uns des futurs membres du cercle durkheimien, avec lesquels il nouera de véritables liens d’amitié (Henri Hubert avec qui il écrit « Essai sur la nature et la fonction du sacrifice », un des textes fondateurs de l'anthropologie des religions, Robert Hertz…). Il devient en 1901 titulaire de la chaire d’« histoire des religions des peuples non civilisés » à la 5e section de l’EPHE.
En 1901, il rejoint l'équipe de L'Année sociologique, revue biennale créée par Émile Durkheim. Celui-ci décédera en 1917 et Mauss se verra échoir du travail de publication posthume de son oncle. Enfin en 1925, il fonde, avec Lucien Lévy-Bruhl et Paul Rivet l'Institut d'ethnologie de Paris. Il participe en 1928 au premier cours universitaire de Davos, avec de nombreux autres intellectuels français et allemands. En 1931, il obtient après trois campagnes de candidature une chaire au Collège de France ; créée pour l’occasion en remplacement de la chaire de « Philosophie sociale » de Jean Izoulet, cette chaire de « Sociologie » marque l’entrée de cette discipline dans la prestigieuse institution.
Il a connu deux Guerres mondiales et a été un militant socialiste fidèle à ses convictions, ayant pris position en faveur du capitaine dans l'Affaire Dreyfus, se rapprochant à cette occasion de Jean Jaurès. En septembre 1940, il donne sa démission de professeur, avant que le statut des Juifs soit décrété ; les années d'Occupation sont douloureuses : lois antisémites, pension de retraite non payée, déménagement à la suite de la réquisition de son appartement (1942), maladie de son épouse Marthe, perte de certains élèves (Boris Vildé, Anatole Lewitsky, Yvonne Oddon, Germaine Tillion, Deborah Lifchitz).
Plusieurs auteurs dont David Graeber, Alain Guyard ou Bruno Viard, le classifient comme socialiste révolutionnaire.

## Travaux

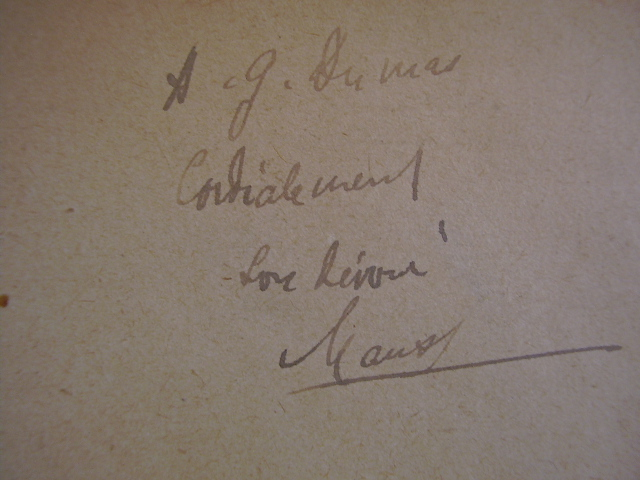
Envoi autographe de Marcel Mauss à Georges Dumas conservé à la Bibliothèque de sciences humaines et sociales Paris Descartes-CNRS.

Considéré comme l'un des pères de l'anthropologie, Mauss n'a jamais publié d’ouvrage de synthèse de sa pensée mais un grand nombre d'articles dans différentes revues (dont L'Année sociologique), d'esquisses, de comptes-rendus et d'essais. Sa thèse sur la prière reste inachevée. De ses rares monographies, on retient surtout l’Essai sur le don.
Il est surtout connu pour quelques grandes théories, notamment celle du don et du contre-don (liée à l'étude du potlatch (anthropologie), et de la dépense pure), et il a abordé une grande variété de sujets comme en témoignent ses études sur les techniques du corps, la religion ou la magie.
Il veut saisir les réalités dans leur totalité et pour cela élabore le concept novateur de « fait social total », qui connaîtra un vif succès d'intérêt et d'usage en sciences sociales. Pour lui un fait social est intrinsèquement pluridimensionnel ; il comporte toujours des dimensions économiques, culturelles, religieuses, symboliques ou encore juridiques et ne peut être réduit à un seul de ces aspects.
Marcel Mauss veut aussi appréhender l'être humain dans sa réalité concrète : physiologique, psychologique et sociologique. Il esquissera ainsi le concept « d'homme total » qui nourrira notamment Pierre Bourdieu dans ses analyses en termes « d'habitus ».
Il s'intéresse à la signification sociale du don dans les sociétés tribales, ainsi qu'au phénomène religieux : la magie est considérée comme un phénomène social qui peut notamment s'expliquer par la notion de mana. Tout en créant du lien social, le don est agoniste (il « oblige » celui qui reçoit, qui ne peut se libérer que par un « contre-don »). Pour Marcel Mauss, le don est essentiel dans la société humaine et comporte trois phases : l'obligation de donner, l'obligation de recevoir et l'obligation de rendre. S'il prend les sociétés « primitives » comme terrain d'étude, c'est moins parce que le primitif serait toujours aussi le simple et l'originel, que parce qu'il est difficile de rencontrer ailleurs une pratique du don et du contre-don « plus nette, plus complète, plus consciente » c'est-à-dire comme un « fait social total ».
Méthode : il est partisan d’une division du travail entre celui qui collecte les faits — tâche qu’il assigne à l’ethnographe — et celui qui les interprète pour les rendre intelligibles. « Il faut des sociologues et des ethnographes. Les uns expliquent et les autres renseignent ».
Marcel Mauss a très peu pratiqué les études de terrain, à une période où cette méthode qui s’impose progressivement dans le monde anglo-saxon, notamment sous l’influence de Malinowski, restait marginale, en particulier en France. Ses quelques observations directes figurent par exemple dans ses travaux sur « les techniques du corps », elles sont issues de son expérience dans l'armée ou de son enfance en Touraine. Cependant, signe d’une évolution de la discipline, il a incité ses élèves à se rendre sur place pour les observations et a rédigé un Manuel d’ethnographie qui répertorie l’ensemble des dispositions à prendre lors d’une étude de terrain.

## Archives de Marcel Mauss
Celles de ses archives qui ont survécu à deux guerres mondiales sont conservées à l'Institut Mémoires de l'édition contemporaine (IMEC). Elles concernent son travail de sociologue, mais aussi son exploration de l'ethnographie et de l'histoire des religions, de l'Économie et de l'innovation sociale. Ce fonds d'archives est commun avec celui de Henri Hubert qui fut le frère de travail de Mauss à partir de 1896 lors de leur rencontre à l'École pratique des hautes études (c'est par exemple avec lui qu'il va construire et co-écrire « l'Essai sur la nature et la fonction du sacrifice » ou « l'Esquisse d'une théorie générale de la magie » comme le montrent des correspondances et des manuscrits souvent inédits conservés dans ce fond.

## Prix et distinctions
- 1938 : Huxley Memorial Medal

### Écrits de Marcel Mauss par année de publication
(liste non exhaustive)
- « La religion et les origines du droit pénal d'après un livre récent », la Revue de l'histoire des religions, no 34, 1896, pp. 269 à 295, (lire en ligne)

- « L'école anthropologique anglaise et la théorie de la religion selon Jevons. »  l'Année sociologique 1, 1898, pp. 169 à 170, (lire en ligne).
- « Religions populaires et folklore de l’Inde septentrionale. »,  l'Année sociologique, n°1, 1897, pp. 210 à 218. (lire en ligne)] Compte-rendu du livre de William Crooke, The Popular Religions and Folklore of Northern India, Westminster, 1896,
- « Essai sur la nature et la fonction du sacrifice », l'Année sociologique, no 2, 1899, pages 29 à 138. (avec Henri Hubert), (lire en ligne)
- « Rites funéraires en Chine. », l'Année sociologique, II, 1899, pages 221-226, (lire en ligne)

- « Les tribus de l’Australie centrale. » l'Année sociologique, 3, 1900, pp. 205 à 215, (lire en ligne)
- « Sociologie » , la Grande Encyclopédie, vol. 30, Société anonyme de la Grande Encyclopédie, Paris, 1901. (avec Paul Fauconnet), lire en ligne.
- « Magie malaise. » L'Année sociologique, 4, 1901, pp. 169 à 174, (lire en ligne).
- « Métier d’ethnographe, méthode sociologique. », “ Leçon d’ouverture à l’enseignement de l’histoire des religions des peuples non civilisés ”. Revue de l’histoire des religions, 45, 1902, pp. 42 à 54. (lire en ligne).
- « Esquisse d'une théorie générale de la magie », l'Année sociologique, 1902-1903. (avec Henri Hubert), (lire en ligne).
- « De quelques formes de classification - contribution à l'étude des représentations collectives », l'Année sociologique, 6, (1901-1902), pp. 1-72. (avec Émile Durkheim) (lire en ligne)
- « Mythologie et symbolisme indiens. », l'Année sociologique, no 6, 1903, pp. 247 à 253 (lire en ligne)
- « L’origine des pouvoirs magiques dans les sociétés australiennes. Étude analytique et critique de documents ethnographiques », l’École pratique des hautes études, section des sciences religieuses. Paris : 1904, pp. 1 à 55. (avec Henri Hubert) (lire en ligne).
- « Les Esquimo », l'Année sociologique, no 7, 1904, pp. 225 à 230, lire en ligne
- «Essai sur les variations saisonnières des sociétés eskimos. Étude de morphologie sociale» (1904-1905), l'Année sociologique, tome IX, 1904-1905, avec la collaboration d'Henri Beuchat. (lire en ligne)
- « Étude sommaire de la représentation du temps dans la religion et la magie », l’École pratique des hautes études, section des sciences religieuses. Paris, 1905, pp. 1 à 39, lire en ligne.
- « Les tribus de l’Australie centrale et septentrionale », in L'Année sociologique, 8, 1905, pp. 243 à 251, lire en ligne.
- Les tribus de l’Australie du Sud-Est. » Extrait de L'Année sociologique, 9, 1906, pp. 177 à 183. (lire en ligne)
- « Les Euahlayi. », L'Année sociologique, 10, 1907, pp. 230 à 233, lire en ligne
- « L’art et le mythe d’après M. Wundt», Revue philosophique de la France et de l’étranger, 66, juillet à décembre 1908, pp. 48 à 78, lire en ligneSur la Völkerpsychologie de Wilhelm Wundt
- «Introduction à l'analyse de quelques phénomènes religieux », la Revue d’histoire des religions, 58, 1908, pages 163-203. (lire en ligne)
- La prière, Paris: Félix Alcan, Éditeur, 1909, pp. 3 à 175. la première partie inachevée de sa thèse. L’auteur retira ce livre de l’imprimerie de la maison d’édition en 1909.
- Mélanges d'histoire des religions, Paris, Alcan, 1909, 1929 (avec Hubert Henri) reprend trois articles antérieurs : « Introduction à l'analyse de quelques phénomènes religieux. » (1906), « Essai sur la nature et la fonction du sacrifice. » (1899) et « L'origine des pouvoirs magiques dans les sociétés australiennes. Étude analytique et critique de documents ethnographiques. » (1904)
- « Mythologie et organisations des Indiens Pueblo », l'Année sociologique, 11, 1910, pp. 119 à 133, lire en ligne
- « Les Aranda et Loritja d’Australie centrale I », l'Année sociologique, 11, 1910 pp 76-81, lire en ligne
- « La religion des habitants de Torrès », L'Année sociologique, 11, 1910, pp. 86 à 93 (lire en ligne)
- « Les Haida et les Tlingit », L'Année sociologique, 11, 1910, pp. 111 à 119, lire en ligne
- « Cultes des tribus du Bas-Niger », l'Année sociologique, no 11, 1910, pages 136 à 148, lire en ligne compte-rendu d'ouvrages
- « La démonologie et la magie en Chine », l'Année sociologique, no 11, 1910, pp. 227 à 233, lire en ligne.
- « Anna-Viraj » in Mélanges d'indianisme offerts par ses élèves à Sylvain Lévy, pp.333-341, Ernest-Leroux, Paris.
- « Note sur la notion de civilisation. », L'Année sociologique, 12, 1913, pp. 46 à 50. (avec Émile Durkheim) (lire en ligne)
- « Les Aranda et Loritja d’Australie centrale. II. », l'Année sociologique, 12, 1913, pp. 101 à 104, (lire en ligne)
- « L’ethnographie en France et à l’étranger. » Extrait de la Revue de Paris, 20, 1913, pp. 537 à 560 et 815 à 837. lire en ligne
- « Les origines de la notion de monnaie. » Communication faite à l’Institut français d’anthropologie. « Comptes-rendus des séances », II, tome I, supplément à l’Anthropologie, 1914, 25, pp. 14 à 19 (lire en ligne)
- « La nation et l'internationalisme ») Communication en français à un colloque : « The Problem of Nationality », Proceedings of the Aristotelien Society, Londres, 20, 1920, pp. 242 à 251 lire en ligne)
- « L'expression obligatoire des sentiments (rituels oraux funéraires australiens) », Journal de psychologie, 18, 1921 (lire en ligne).
- « Une forme ancienne de contrat chez les Thraces. » Revue des études grecques, 34, 1921, pp. 388 à 397, (lire en ligne)
- « Rapports réels et pratiques de la psychologie et de la sociologie», Journal de Psychologie Normale et Pathologique, 1924. (lire en ligne)Communication présentée le 10 janvier 1924 à la Société de Psychologie.
- « Appréciation sociologique du Bolchevisme », Revue de métaphysique et de morale, 31e année, n°1, janvier-mars, pp. 103-132.
- « In memoriam. L'œuvre inédite de Durkheim et de ses collaborateurs. », l'Année sociologique, Nouvelle série, I, 1925, pp. 8 à 29, (lire en ligne)
- « Essai sur le don. Forme et raison de l'échange dans les sociétés archaïques », l'Année sociologique, seconde série, 1923-1924, tome I. (lire en ligne)
- « Sur un texte de Posidonius : le suiciden contre-prestation suprême », Revue Celtique, XLII nos 3-4, pp 324-329.
- « Connexions et convergences. Le point de vue comparatif. Critique interne de la “ légende d’Abraham ”. », Mélanges offerts à M. Israël Lévi, par ses élèves et ses amis à l’occasion de son 70e anniversaire, Revue des études juives, 82, 1926, pp. 35 à 44. Paris, (lire en ligne)
- «Effets physiques chez l'individu de l'idée de mort suggérée par la collectivité (Australie, Nouvelle-Zélande)», Journal de Psychologie Normale et Pathologique, 1926 (lire en ligne) Communication présentée à la Société de Psychologie.
- « Note de méthode sur l’extension de la sociologie. Énoncé de quelques principes à propos d’un livre récent », l'Année sociologique, Nouvelle série, no 2, 1927, pp. 178 à 192. lire en ligne
- « Divisions et proportions des divisions de la sociologie », l'Année sociologique, nouvelle série, 2 (lire en ligne)
- « Parentés à plaisanteries. », l’Annuaire de l’École pratique des Hautes études, section des sciences religieuses, Paris, 1928, pp. 3 à 21. (lire en ligne)Texte d’une communication présentée à l’Institut français d’anthropologie en 1926.
- « L'identité des touaregs et des libyens », L'Anthropologie, tome XXXIX, nos 1-3, p.130.
- « L'œuvre sociologique et anthropologique de Frazer », Europe, 17, 1928, pp. 716 à 724. (lire en ligne)Sur l'anthropologue écossais James George Frazer
- « Les civilisations : Éléments et formes », Exposé présenté à la Première Semaine Internationale de Synthèse, Civilisation. Le mot et l’idée, La Renaissance du livre, Paris, 1930, pp. 81 à 106 (lire en ligne)
- « La cohésion sociale dans les sociétés polysegmentaires. », Bulletin de l’Institut français de sociologie, I, 1931, pp. 49 à 68 (lire en ligne)
- « Débat sur les rapports entre la sociologie et la psychologie », extrait d’un débat (1931)faisant suite aux communications de Pierre Janet et de Jean Piaget à la Troisième semaine internationale de synthèse. L’individualité. Paris : Félix Alcan, 1933 (pp. 51 à 53 et 118 à 121), (lire en ligne)
- « La sociologie en France depuis 1914. » la Science française, tome I, Larousse, Paris: 1933, pp. 36 à 46 (lire en ligne)
- « Les techniques du corps »,  Journal de Psychologie, XXXII, n° 3-4, 15 mars - 15 avril 1936. (communication présentée à la Société de Psychologie le 17 mai 1934) lire en ligne

- « Fragment d’un plan de sociologie générale descriptive. Classification et méthode d’observation des phénomènes généraux de la vie sociale dans les sociétés de types archaïques (phénomènes généraux spécifiques de la vie intérieure de la société. », Années sociologiques, série A, fascicule 1, 1934, pp. 1 à 56, (lire en ligne)* «Une catégorie de l'esprit humain: la notion de personne celle de "moi"», Journal of the Royal Anthropological Institute, vol. LXVIII, 1938, Londres (Huxley Memorial Lecture, 1938). (lire en ligne)Journal of the Royal Anthropological Institute, vol. LXVIII, 1938, Londres (Huxley Memorial Lecture, 1938). (lire en ligne)* « Lucien Lévy-Bruhl (1857-1939). », Annales de l'Université de Paris, no 14, 1939, pages 408 à 411 (lire en ligne)
- Manuel d'ethnographie, Payot 1947  manuel établi par Denise Paulme à partir de notes de cours (lire en ligne).
- « La nation. » l'Année sociologique, Troisième série, 1953-1954, pp. 7 à 68. lire en ligne des fragments publiés par Henri Levy-Bruhl d'une grande œuvre commencée vers 1920, mais jamais terminée
- “Fait social et formation du caractère”, Sociologie et sociétés, vol. 36, no 2, automne 2004. Notes préparatoires pour une communication qu'il devait présenter au Congrès international des sciences anthropologiques et Ethnologiques qui se tint à Copenhague dans le courant de l'été 1938 publié par Marcel Fournier

### Recueils présentés et rééditions
- Sociologie et anthropologie, recueil de textes, préface de Claude Lévi-Strauss, Presses universitaires de France, 1950. Recueil d'articles comprenant l' Essai sur le don. (lire en ligne)
- Œuvres, présentation par Victor Karady, comprenant trois volumes :
  - I. - La fonction sociale du sacré, 1968, Paris, Minuit, 633 p.
  - II. - Représentations collectives et diversité des civilisations, 739 p.
  - III. - Cohésion sociale et division de la sociologie, 734 p. 1968, 1969, Paris, Minuit, collection Sens commun, dirigée par Pierre Bourdieu.
- Écrits politiques, Fayard, textes réunis et présentés par Marcel Fournier. Paris : Fayard, Éditeur, 1997, 814 pages.
- Essai sur le don. Forme et raison de l'échange dans les sociétés archaïques (1925), Introduction de Florence Weber, Quadrige/Presses universitaires de France, 2007.
- La nation, édition et présentation de Marcel Fournier et Jean Terrier, Paris, Puf (Quadrige), 2013.

### Études sur Marcel Mauss
- Georges Balandier (1996) « Marcel Mauss, un itinéraire scientifique paradoxal », Revue européenne des sciences sociales, 34(105), 21-25 (résumé).
- Jean-François Bert (2010) Les archives de Marcel Mauss ont-elles une spécificité ? – le cas de la collaboration de Marcel Mauss et Henri Hubert. Durkheimian Studies, 16(1), 94-108 (résumé)
- Jean-François Bert L'atelier de Marcel Mauss CNRS éditions Paris 22/11/2012 Série:Socio/Athropo  (ISBN 978-2-271-07589-5)
- Philippe Chanial (dir) La société vue du don. Manuel de sociologie anti-utilitariste appliquée Paris, La Découverte, 2008 o  (ISBN 9782707154569)
- Erwan Dianteill, ed., Marcel Mauss, en théorie et en pratique - Anthropologie, sociologie, philosophie, Paris, Archives Kareline, 397 p.
- Erwan Dianteill, ed., Marcel Mauss – L’anthropologie de l’un et du multiple, Paris, PUF, collection « Débats philosophiques », 2013, 208 p.
- Pascal Michon, Marcel Mauss retrouvé. Origines de l'anthropologie du rythme, Paris, Rhuthmos, 2010. Accessible ici
- Sylvain Dzimira, Marcel Mauss, savant et politique, La Découverte, 2007 (lire en ligne la préface de Marcel Fournier, le sommaire et l'intro.).
- Marcel Fournier, Marcel Mauss, Fayard, 1994 - biographie avec une bibliographie exhaustive
- Bruno Karsenti, L'Homme total. Sociologie, anthropologie et philosophie chez Marcel Mauss, PUF, 1997.
- Camille Tarot, Sociologie et anthropologie de Marcel Mauss, collection Repères, La Découverte, 2003.
- Camille Tarot, De Durkheim à Mauss, l'invention du symbolique, collection recherches, Bibliothèque du MAUSS, MAUSS/La Découverte, 1999.
- Daniel Lidenberg. Marcel Mauss et le "judaïsme". Revue européenne des sciences sociales, T. 34. No. 105, 1966, pp. 45-50[17].
- (de) Stephan Moebius, Marcel Mauss, Konstanz: UVK, 2006, 156 p. (ISBN 3-89669-546-0)
- (de) Stephan Moebius/Christian Papilloud (Ed.), Gift – Marcel Mauss' Kulturtheorie der Gabe, Wiesbaden, Wiesbaden: VS, 2006, 359 p. (ISBN 3-531-14731-5, lire en ligne)
- Présences de Marcel Mauss, numéro spécial de la revue Sociologie et sociétés (lire en ligne).

### Autres
- Revue du MAUSS. Cette revue n'est pas à proprement parler consacrée à Marcel Mauss, mais s'inspire notamment de ses œuvres, en particulier de l'Essai sur le don.